# Leopold Szefer
Leopold Wiktor Szefer (ur. 7 sierpnia 1881 w Głuszkowie, gmina Czerniatyn, woj. stanisławowskie, zm. 1 marca 1970 w Warszawie) – polski inżynier, górnik i hutnik, działacz na rzecz polskości Górnego Śląska.

## Życiorys
Był synem Józefa i Aleksandry z Martynowiczów. Po ukończeniu gimnazjum w Kołomyi i prestiżowej akademii górniczej w Leoben w Austrii rozpoczął pracę jako asystent na Politechnice Lwowskiej, gdzie pracował w latach 1905–1907. W latach 1907–1920 był pierwszym kierownikiem, a później dyrektorem zorganizowanej przez siebie Polskiej Szkoły Górniczej (tak zwanej sztygarówki) w Dąbrowie na Śląsku Cieszyńskim. W 1913 został radnym Dąbrowy.

### Plebiscyty na Śląsku i dwudziestolecie międzywojenne
Gdy Dąbrowa, w wyniku podziału Śląska Cieszyńskiego w 1920 roku, znalazła się w granicach Czechosłowacji, został inspektorem węglowym w Cieszynie (1920–1921). W następnych latach był komisarzem plebiscytowym w Bytomiu (1921–1922), wicedyrektorem Wyższej Szkoły Górniczej w Katowicach (1922–1927) i zastępcą delegata Górnośląskiej Komisji Przemysłu Górniczo-Hutniczego (1928–1931).
W latach 1920–1922 prowadził bardzo aktywną działalność mającą na celu odzyskanie bogactw Górnego Śląska na skutek wygranego plebiscytu 20 marca 1921 roku. W dniu 11 lipca 1922 roku Niemcy przekazali agendy górnicze przedstawicielom Państwa Polskiego, w osobach radców górniczych: inż. Bronisława Pietrzykowskiego i Leopolda Szefera. Śląska Konwencja Górnicza z dnia 26 czerwca 1922 roku dokonała podziału pól górniczych leżących przy granicy państwa. Na terenie Polski znalazło się:
- 195 198 ha (1952 km²) nadań górniczych na węgiel kamienny
- 657 ha nadań na węgiel brunatny
- 16 149 ha nadań na rudy cynku
- 20 034 ha nadań na rudy ołowiu
- 13 730 ha nadań na rudę siarki
- 19 861 ha nadań na solanki
- 12 272 ha nadań na sól kamienną.

Ponadto na obszarze Polski znalazły się zakłady: 9 koksowni, 4 brykietownie, 1 górnicza elektrownia, 1 szyb wodny.
Od 1931 roku do wybuchu II wojny światowej Leopold Szefer był dyrektorem naczelnym Fabryki Materiałów Wybuchowych „Lignoza”.

### W czasie wojny i po wojnie
W czasie wojny Szefer stanął na czele Rady Obywatelskiej Ziem Zachodnich (później zmieniono jej nazwę na Radę Społeczną Biura Zachodniego) Departamentu Spraw Wewnętrznych Delegatury Rządu na Kraj. Współpracował również z Naczelnikiem Wydziału Przemysłu i Handlu Okręgowej Delegatury na Śląsk.
Po powstaniu warszawskim mieszkał krótko w Krakowie, po czym w marcu 1945 roku wrócił do Katowic, gdzie objął stanowisko naczelnego dyrektora Zjednoczenia Przemysłu Materiałów Wybuchowych. W 1949 przeniósł się (wraz ze zjednoczeniem) do Warszawy. W 1953 roku przeszedł na emeryturę.

## Działalność w organizacjach
- członek i prezes (w latach 1902–1903) Czytelni Polskiej Akademików Górniczych w Loeben
- członek Komisji Zakładów Naukowych w sprawie założenia uczelni górniczej oraz opracowania reformy szkoły wiertniczej w Borysławiu (1911)
- członek korespondent Delegacji Polskich Górników i Hutników (1912)
- członek zespołu przygotowującego „Memoriał w sprawie Akademii Górniczej w Krakowie” (1912)
- radny gminy Dąbrowa Górnicza (1913)
- członek Komitetu Organizacyjnego Akademii Górniczej w Krakowie (1919)
- członek Zarządu Głównego Stowarzyszenia Polskich Inżynierów Górniczych i Hutniczych (1922–1927 i od 1932), wiceprezes i prezes śląskiego koła (od 1938)
- zastępca przewodniczącego komitetu budowy gmachu Województwa i Sejmu Śląskiego (1922–1924)
- wiceprezes Wyższego Urzędu Górniczego w Katowicach (1924)
- skarbnik Zarządu Głównego Towarzystwa Popierania Wyższych Studiów Nauk Społecznych (od 1936)
- konsul honorowy Estonii (1938–1939)
- członek K! Silesia (Polskiej Korporacji Akademickiej)
- członek założyciel (i wiceprezes do 1947) Stowarzyszenia Inżynierów i Techników Przemysłu Chemicznego w Polsce (1945)
- radca Izby Przemysłowo-Handlowej
- członek Związku Polskiego Przemysłu Chemicznego
- członek Związku Przemysłu Polskiego w Warszawie
- członek władz Centrali Materiałów Wybuchowych

## Ordery i odznaczenia
- Krzyż Komandorski Orderu Odrodzenia Polski (11 listopada 1937)[4]
- Krzyż Oficerski Orderu Odrodzenia Polski (27 grudnia 1924)[5]
- Złoty Krzyż Zasługi (25 czerwca 1946)[6]

## Życie prywatne
Był dwukrotnie żonaty. W pierwszym małżeństwie z Heleną z Tymowskich miał córkę Janinę (1911–2003) oraz syna Tadeusza (1914–1940). Ożenił się powtórnie 15 września 1918 roku z Janiną z Terlikowskich, z którą miał córkę Marię, po mężu Hutnik.